# Combinaison Gemini

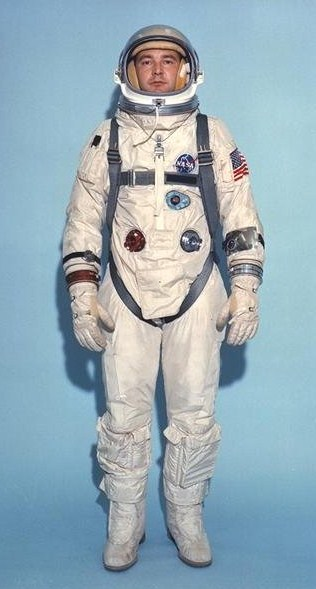
Une combinaison Gemini (G3C).

La combinaison Gemini est une combinaison spatiale développée pour la National Aeronautics and Space Administration (NASA) utilisée par les astronautes américains dans le cadre des missions du programme Gemini entre 1965 et 1966, que ce soit lors des vols spatiaux, lors des phases de décollage et d'amerrissage et lors des sorties extravéhiculaires.

## Caractéristiques techniques
Au cours des missions du programme Gemini, les astronautes ont utilisé plusieurs modèles de combinaison spatiale.

### G3C
La première mission avec équipage du programme, Gemini III (1965), est la seule à mettre en oeuvre la combinaison spatiale intravéhiculaire G3C conçue par David Clark Company implantée à Worcester dans le Massachusetts. Celle-ci dérive d'une combinaison utilisée par les pilotes de l'avion-fusée expérimental X-15. Conçue pour faire face à une décompression du vaisseau spatiale, elle comprend également un parachute et un kit de flottaison. Sa masse est de 10,7 kilogrammes et elle maintient une pression partielle d'oxygène de 0,26 bars. Une quizaine de prototypes sont fabriquées et quatorze combinaisons fonctionnelles sont fournies dont deux seront utilisées en vol.

### G4C
Pour le vol suivant, Gemini IV, un des deux astronautes doit effectuer une sortie extravéhiculaire (la première sortie dans l'espace d'un américain) ce qui impose de modifier la G3C en profondeur. Dans cette nouvelle version, baptisée G4C, le vêtement externe n'est plus constitué d'une simple couche de matériau mais comprend une couche de nylon de protection contre les micrométéorites, 7 couches de mylar recouverte d'aluminium réduisant les échanges thermiques et une couche externe de matériau HT-1 faite de nylon et de nomex supportant des températures élevées et protégeant également contre les micro-météorites. Le casque est pourvu d'une visière réfléchissante (dépôt d'or) et les gants sont modifiés pour les besoins de préhension. L'oxygène est fourni par un cordon ombilical souple qui connecte la combinaison spatiale au système de support de vie du vaisseau spatial mais en secours l'oxygène peut être fournie par un petit réservoir fixé à la combinaison spatiale fournissant une autonomie de 9 minutes,.
Les combinaisons spatiales utilisées pour les vols suivants (Gemini V à Gemini XII) sauf Gemini VII sont toutes de type G4C mais utilisent pour les sorties extravéhiculaires un système de support de vie autonome, l'ELSS (Extravéhicular Life Support System) qui fournit une autonomie de 30 minutes avec un circuit d'alimentation en oxygène ouvert. La combinaison spatiale a une masse de 15,4 kg et l'équipement ELSS une masse de 21,3 kilogrammes. Pour se déplacer dans l'espace les astronautes disposent d'un pistolet à gaz comprimé, l'HHMU, alimenté par deux bouteilles d'oxygène sous pression et fournissant une poussée d'environ 20 kilogrammes.

### G5C
Une variante de la combinaison G4C, baptisée G5C, est développée pour la mission de longue durée Gemini VII. Pour augmenter le confort durant ce séjour prolongé dans l'espace  (14 jours), elle est allégée (7,2 kilogrammes) en supprimant de nombreux composants rigides. 11 combinaisons sont au minimum fabriquées dont deux sont utilisées en vol.

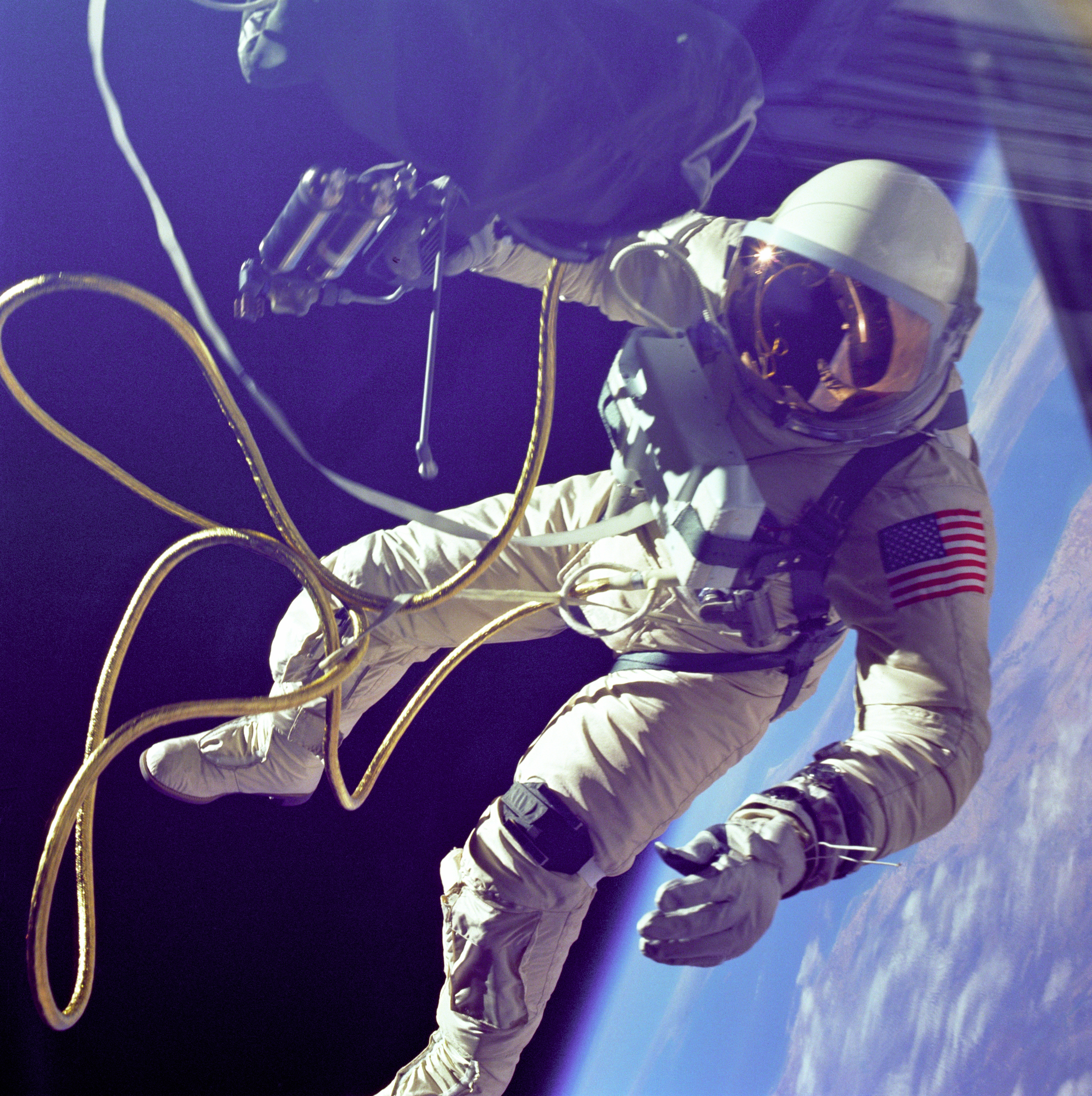
G4C (Edward White).
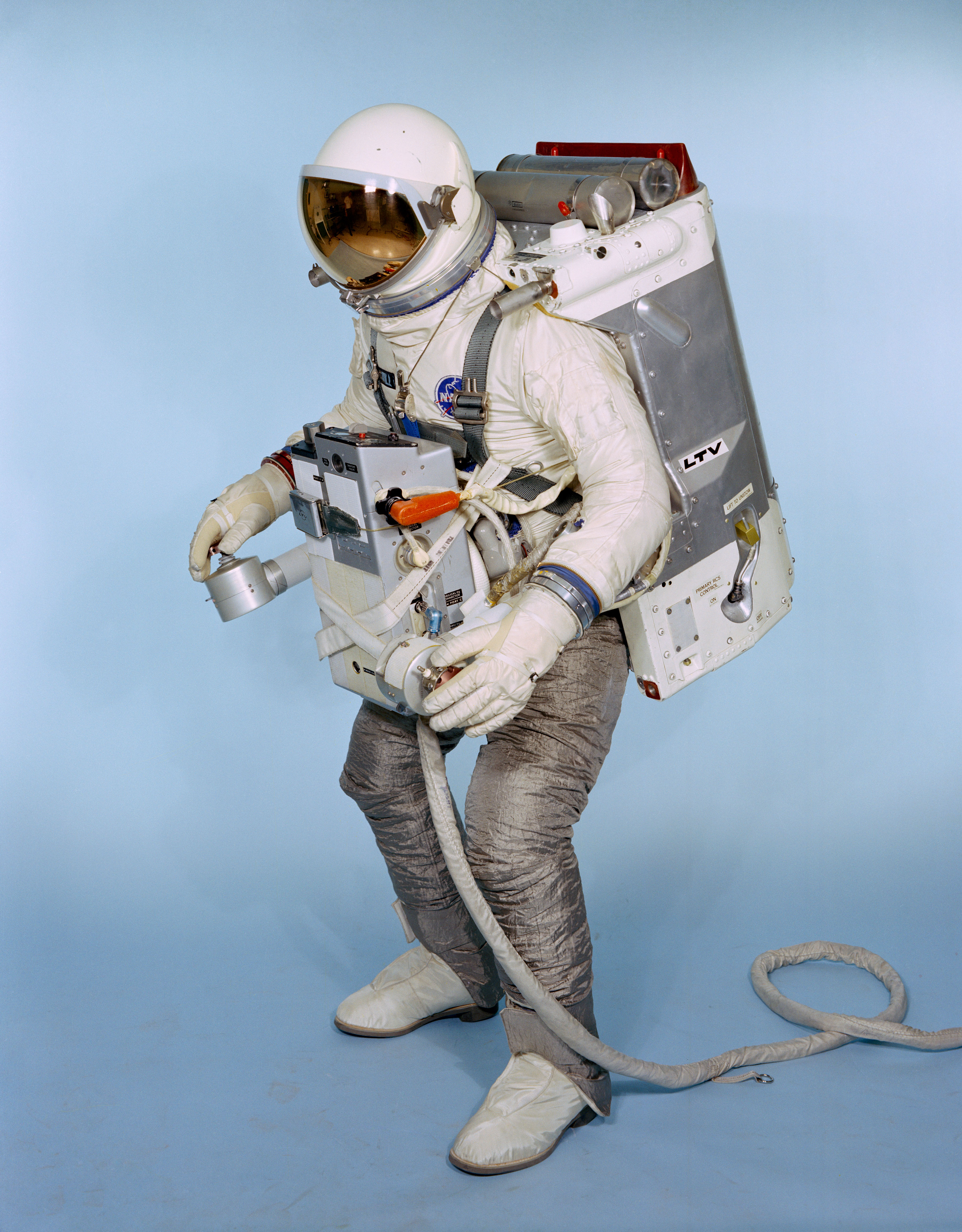
G4C.
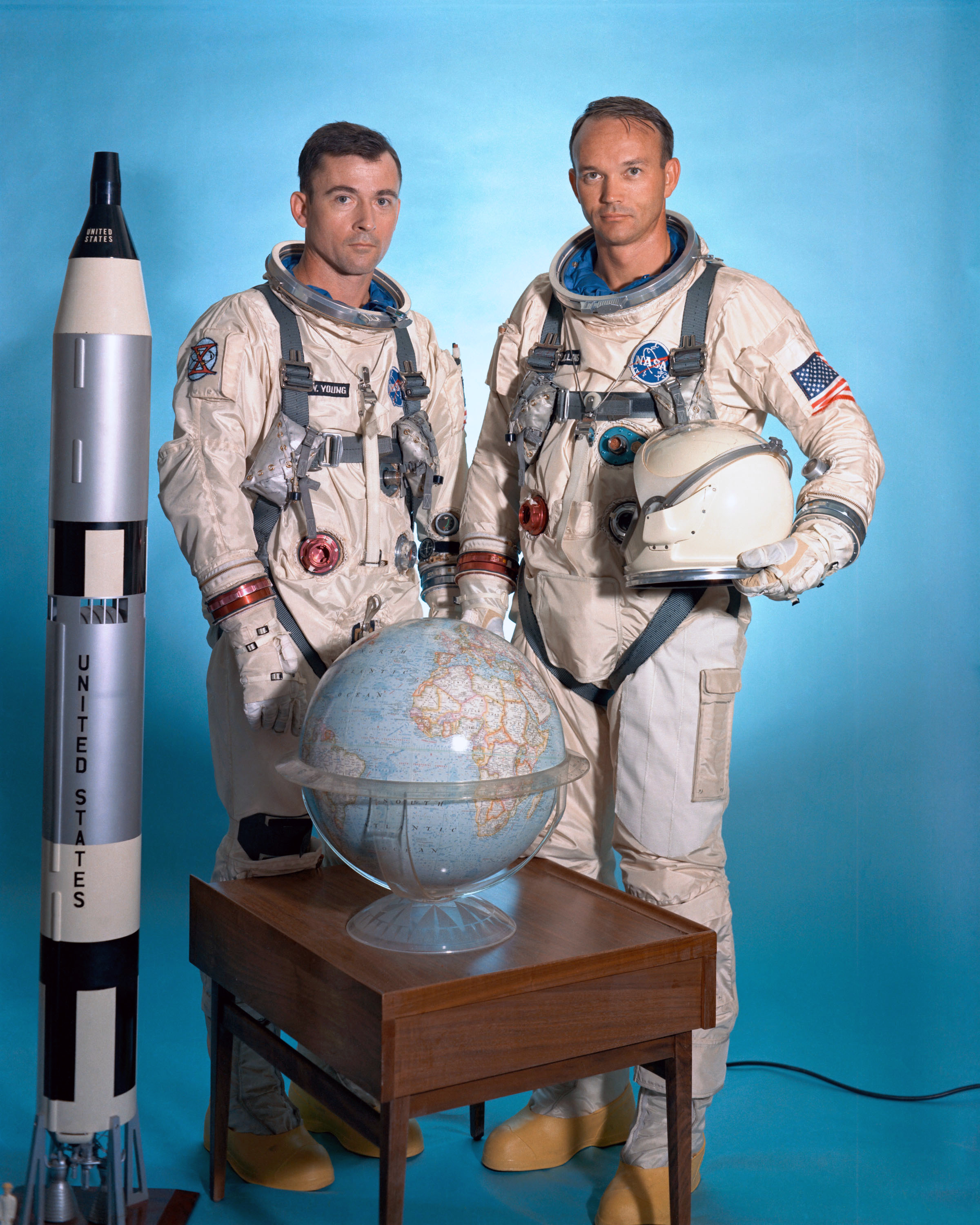
G4C (John Young et Michael Collins).
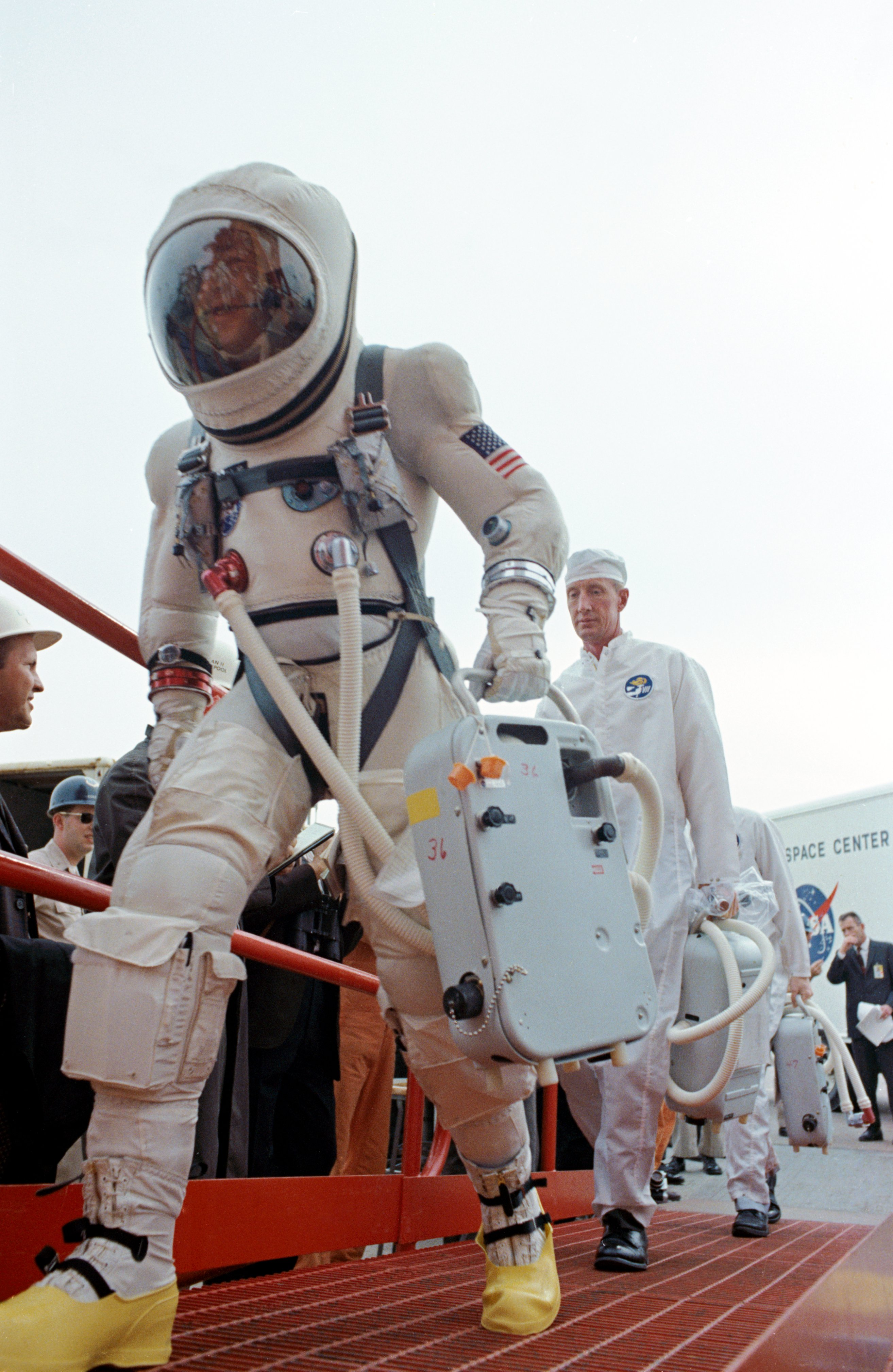
G5C (James Lovell).